# Adolph Wilhelm Hermann Kolbe
Adolph Wilhelm Hermann Kolbe (27 de setembro de 1818 — 25 de novembro de 1884) foi um químico alemão que desenvolveu uma nomenclatura para compostos orgânicos, denominada nomenclatura de Kolbe.

## Biografia
Kolbe nasceu em Elliehausen, perto de Göttingen, no Reino de Hanôver (Alemanha) em 1818, filho mais velho de um pastor protestante. Com 13 anos de idade ele entrou no Ginásio de Göttingen, residente na casa de um dos professores. Obteve o certificado de conclusão (Abitur) seis anos depois. Tinha se tornado apaixonado pelo estudo da química, se matriculou na Universidade de Göttingen, na primavera de 1838, a fim de estudar com o famoso químico Friedrich Wöhler.
Em 1842 ele tornou-se assistente de Robert Bunsen na Universidade de Marburgo; lá ele obteve seu doutorado em 1843. Uma nova oportunidade surgiu em 1845, quando se tornou assistente de Lyon Playfair no novo Museu de Geologia Econômica, em Londres, onde ele se tornou um amigo próximo de Edward Frankland. Desde 1847 ele estava envolvido na edição do Handwörterbuch der reinen und angewandten Chemie (Dicionário de Química Pura e Aplicada) editado por Justus von Liebig, Wöhler, e Johann Christian Poggendorff, e ele também escreveu um livro importante. Em 1851 Kolbe sucedeu Bunsen como professor de química em Marburgo, e em 1865 ele foi chamado para a Universidade de Leipzig. Em 1864, foi eleito membro estrangeiro da Academia Real Sueca de Ciências.
Em 1853 casou-se com Charlotte, filha do General-Major Wilhelm von Bardeleben. Sua esposa morreu em 1876 após 23 anos de um casamento feliz. Eles tiveram quatro filhos.

## Obras
No final da década de 1840, e apesar da síntese da ureia de Friedrich Wöhler, em 1828, alguns químicos ainda acreditavam na doutrina do vitalismo, segundo a qual uma força vital especial foi necessária à criação de compostos orgânicos. Kolbe desenvolveu a ideia de que compostos orgânicos poderiam ser derivadas dos inorgânicos, direta ou indiretamente, por processos de substituição. Ele validou a sua teoria, convertendo o dissulfeto de carbono, em vários passos, com o ácido acético (1843-1845). Apresentando uma ideia modificada de radicais estruturais, ele contribuiu para o estabelecimento da teoria estrutural. Um dos sucessos mais dramáticos da sua teoria foi sua previsão da existência de álcoois secundários e terciários, uma conjectura que logo foi confirmada pela síntese destas substâncias.
Ele trabalhou na eletrólise dos sais de ácidos e outros ácidos (Eletrólise de Kolbe) e preparou o ácido salicílico, um bloco de construção de aspirina em um processo chamado síntese de Kolbe ou reação de Kolbe-Schmitt. Um certo método para a síntese de nitrilos é chamado a síntese de nitrilo de Kolbe.
Hermann Kolbe foi a primeira pessoa a usar a palavra síntese, no presente significado.
Com Edward Frankland descobriu que os nitrilos podem ser hidrolisados para os ácidos correspondentes.

## Conflitos
Como editor do Journal für praktische Chemie (Jornal da química prática, de 1870 a 1884), Kolbe foi, por vezes, muito severamente crítico com o trabalho de outros cientistas, especialmente depois de cerca de 1874, em que alguns se perguntaram se ele poderia ter sido vítima de uma doença mental. Era intolerante com o que ele considerava como especulação soltas desfilando como teorias, e buscou através de seus escritos salvar sua amada ciência da química a partir do que ele considerava como o flagelo da teoria estrutural moderna.
Sua rejeição da química estrutural, especialmente as teorias da estrutura do benzeno de August Kekulé, a teoria do átomo de carbono assimétrico de Jacobus Henricus van 't Hoff, e a reforma da nomenclatura química de Adolf von Baeyer, resultaram em artigos injuriosos no Journal für Praktische Chemie. Algumas citações traduzidas ilustravam sua forma de articular o conflito profundo entre a sua interpretação de química e a dos químicos estruturais: "... Baeyer é um excelente experimentador, mas é apenas um empirista, sem sentido e capacidade, e suas interpretações de seus experimentos mostram deficiência especial em sua familiaridade com os princípios da verdadeira ciência ...".
A violência de sua linguagem trabalhou injustamente limitar a sua reputação póstuma. Ele morreu de um ataque cardíaco, em Leipzig.
Os seus orientadores foram Robert Bunsen e Friedrich Wöhler, e entre os seus orientados contam-se Peter Griess, Alexander Mikhaylovich Zaytsev, Theodor Curtius, Ernst Otto Beckmann, Carl Gräbe, Oscar Loew, Constantin Fahlberg, Nikolai Menshutkin, Vladimir Vasilevich Markovnikov, Jacob Volhard, Ludwig Mond, Alexander Crum Brown, Maxwell Simpson e Frederick Guthrie.